# 苯基硫化胂
苯基硫化胂是一种有机砷化合物，化学式为C6H5AsS，它是四方晶系晶体，空间群P4/n。

## 制备
苯基硫化胂可由苯基氧化胂或二氯化苯基胂和硫化氢反应；或苯基胂（PhAsH2）和硫反应得到。和苯基胂反应时，SOCl2或C6H5NSO也可用作硫化试剂，但同时有氧化胂生成。Ph-As=N-Ph和二硫化碳在苯中反应，也能得到苯基硫化胂。

## 拓展阅读
- Anschutz, L.; Wirth, H. Reaction of phenylarsine with thionylchloride, thionylalanine, and sulfurylchloride. Naturwissenschaften, 1956. 43: 59. ISSN: 0028-1042.